# Onda Cero

Logo von Onda Cero

Onda Cero ist ein spanischer Radiosender, der zur Mediengruppe Atresmedia gehört. Er ist der drittgrößte Radiosender Spaniens, gemessen an der Zahl der Hörer (Stand 2019). Es verfügt über 220 Stationen und ist Teil der Grupo Antena 3. Der derzeitige Präsident ist Javier González Ferrari.
Der derzeitige Informantendirektor ist Julián Cabrera Cruz, der Carlos Alsina ablöst, der nun als Sprecher und Moderator des Programms La Brújula fungiert.
Einige der Mitarbeiter des Senders sind Carlos Herrera (Herrera en la Onda), Carlos Alsina (La Brújula), Júlia Otero (Julia en la Onda), Javier Ares und Javier Ruiz Taboada (Radioestadio), Isabel Gemio (Te doy mi palabra), Dr. Bartolomé Beltrán (En Buenas Manos), Elena Gijón bei Mittagsnachrichten (Noticias Mediodía) oder Juan Antonio Cebrián (gestorben am 20. Oktober 2007), der bis zu seinem Todestag die Sendung La Rosa de los Vientos leitete, Sendung jetzt präsentiert von Bruno Cardeñosa. Andere Sendungen sind Más de Uno, El Transistor und Por Fin no es Lunes (mit Jaime Cantizano und América Valenzuela).